# Panhard AML
Panhard AML je lako oklopno vozilo s 4×4 pogonom koje proizvodi francuska automobilska industrija Panhard. Vozilo može biti opremljeno s 90 mm topom ili 60 mm minobacačem kao glavnim oružjem. AML ima opremu za rad noću te moderni telekomunikacijski sustav.

## Povijest proizvodnje
Tijekom 1950-ih francuska vojska je u velikim količinama koristila britansko oklopno vozilo Ferret. Unatoč tome, došlo se do ideje da Francuska proizvodi vlastito oklopno vozilo tako da je auto-industrija Panhard 1960. godine započela s proizvodnjom AML-a. Panhard je proizveo preko 4.000 vozila za domaće i inozemno tržište. Tako su se modeli AML 60/90 prodavali u preko 40 zemalja dok se u Južnoj Africi na temelju licence proizvelo 1.300 AML 60/90 kao Eland 60 i Eland 90.
Za irsku vojsku je proizveden redizajnirani Panhard AML s dizelskim motorom.
Panhard je i razvio verziju oklopnog transportera odnosno Panhard M3. Taj model s AML-om dijeli 95% dijelova čime se na inozemnom tržištu htjelo potaknuti mnoge zemlje da koriste oba modela (zbog manjih operativnih troškova).

## Inačice
- AML 60: model sa 60 mm minobacačem i 7,62 mm strojnicom.
- AML 60 HE 60-7: model sa 60 mm minobacačem i dvije 12,7 mm strojnice.
- AML 60 HE 60-12: model sa 60 mm minobacačem i 12,7 mm strojnicom.
- AML 60 HE 60-20: model sa 60 mm minobacačem i 20 mm topom.
- AML 60 S530: vozilo dizajnirano za protuzračnu borbu s 20 mm topovima. Koristi se u Venezueli.
- AML 90: model s 90 mm topom.
- AML 90 Lynx: model s 90 mm GIAT F1 topom, opremom za rad noću i laserom.
- Eland 60: južnoafrička licencna inačica modela AML 60 HE60-7.
- Eland 90: južnoafrička licencna inačica modela AML 90.
- AML 20: inačica za irsku vojsku s 20 mm topom koja je zamijenila postojeći AML 60.
- Panhard M3: Panhard AML dizajniran kao oklopni transporter.

## Borbena povijest
U razdoblju od 1970. do 1972. Libanonu su dostavljena 52 vozila te su korištena tijekom Libanonskog građanskog rata.
Tijekom Falklandskog rata, argentinski 181. motorizirani eskadron je koristio 12 AML-90. Također, nije poznat broj vozila koja su korištena tijekom borbi pokraj glavnog grada Port Stanleyja. Argentina je svoje AML-ove koristila u borbama protiv britanske vojske koja je bila opremljena s vlastitim FV107 Scimitar i FV101 Scorpion vozilima. Britanskom pobjedom i povlačenjem Argentinaca iz Port Stanleyja, ostavljena su mnoga AML 90 vozila.
Vojska El Salvadora koristila je AML 90 tijekom borbi protiv komunističkih pobunjenika 1980-ih i početkom 1990-ih.

### Ratovi
Panhard AML i sve njegove inačice su korištene u brojnim ratovima diljem svijeta. Neki od ratova u kojima je ovo lako oklopno vozilo upotrebljavano su:
- Portugalski kolonijalni rat (1961. – 1975.)
- Mozambijski rat za neovisnost (1964. – 1974.)
- Rodezijski rat (1964. – 1979.)
- Šestodnevni rat (lipanj 1967.)
- Nemiri u Sjevernoj Irskoj (kraj 1960-ih - 1998.)
- Libanonski građanski rat (1975. – 1990.)
- Zapadnosaharski rat (1975. – 1991.)
- Angolski građanski rat (1975. – 2002.)
- Falklandski rat (travanj - lipanj 1982.)

## Korisnici

### Postojeći korisnici
| - Alžir: 44 AML-60. - Argentina: 48 AML-90. - Bahrein: 22 AML-90 i 26 AML-60. - Benin: 22 vozila. - Bosna i Hercegovina: 12 vozila. - Burkina Faso: 15 vozila. - Burundi: 18 vozila. - Čad: 50 vozila. - DR Kongo: više od 40 vozila. - Džibuti: 24 vozila. - Egipat - Ekvador: 27 vozila. - Gabon: 24 vozila. - Irak: 10 vozila. - Irska: 52 vozila. - Izrael - Jemen: 185 vozila. - JAR: 118 vozila. - Kamerun: 100 vozila. - Kenija: 72 vozila. - Kolumbija: 40 vozila u službi kolumbijske policije. - Lesoto: 10 vozila. |  | - Libanon: u razdoblju između 1976. i 1990. u službi libanonske vojske je bilo 60 AML-90. - Malavi: 13 vozila. - Malezija: 140 AML-60. - Maroko: 140 AML-90 i 38 AML-60. - Mauretanija: 39 AML-90 i 20 AML-60. - Meksiko: 45 vozila. - Niger: 125 vozila. - Nigerija: 120 AML-90 i 60 AML-60. - Obala Bjelokosti: 8 AML-90 i 6 AML-60. - Portugal: 15 AML-90 i 32 AML-60. - Ruanda: 12 AML-60. - Salvador: 10 AML-90. - Saudijska Arabija: 235 vozila. - Senegal: 24 AML-90 i 28 AML-60. - Somaliland - Sudan: 6 AML-90. - Togo: 10 vozila. - Tunis: 20 AML-90 i 10 AML-60. - Ujedinjeni Arapski Emirati: 49 AML-90. - Venezuela: 22 vozila. - Zimbabve: 20 AML-90. |

### Bivši korisnici
- Kambodža: u kambodžanskoj službi je između 1960. i 1975. bio nepoznat broj AML-60 i AML-90.
- Etiopija: 56 AML-60.
- Nacionalna fronta za oslobođenje Angole (FNLA): tijekom Angolskog građanskog rata FNLA je koristila najmanje dva AML-ova oklopna vozila (nepoznate inačice) opremljenih s 76 mm topovima.[3]
- Francuska
- Rodezija: do 1979. Rodezija je raspolagala s 34 Eland 90 i Eland 60 oklopnjaka[4] koji su dodijeljeni novonastalim državama.
- Španjolska

## Panhard AML u popularnoj kulturi
U James Bondovom filmu Dah smrti, dva Panharda AML su progonila afgaške mudžahedine odnosno borce protiv sovjetske okupacije. AML-ovi su u filmu predstavljali sovjetska vozila koja su u stvarnosti pripadala Kraljevskoj marokanskoj vojsci. Također, marokanski vojnici su kao filmski statisti glumili mudžahedine.

## Vanjske poveznice
- Panhardova web stranica posvećena modelu AML  Arhivirana inačica izvorne stranice od 14. siječnja 2010. (Wayback Machine)
- 1960 PANHARD AML 60  Arhivirana inačica izvorne stranice od 13. lipnja 2011. (Wayback Machine)
- 1960 PANHARD AML 90  Arhivirana inačica izvorne stranice od 13. lipnja 2011. (Wayback Machine)